# Saint-Géry (Lot)
Saint-Géry korábbi község Franciaországban, Lot megyében. Lakosainak száma 431 fő (2018. január 1.). Saint-Géry Arcambal, Bouziès, Cabrerets, Esclauzels, Saint-Cirq-Lapopie és Vers községekkel határos.
2017. január 1-jén Vers korábbi községgel egyesült és az így létrejött Saint Géry-Vers új község része lett..

## Népesség
A település népessége az elmúlt években az alábbi módon változott:
| Lakosok száma | 444  | 443  | 882  | 446  | 431  |
|               | 2013 | 2015 | 2016 | 2017 | 2018 |